# Stadtbibliothek Ajaccio

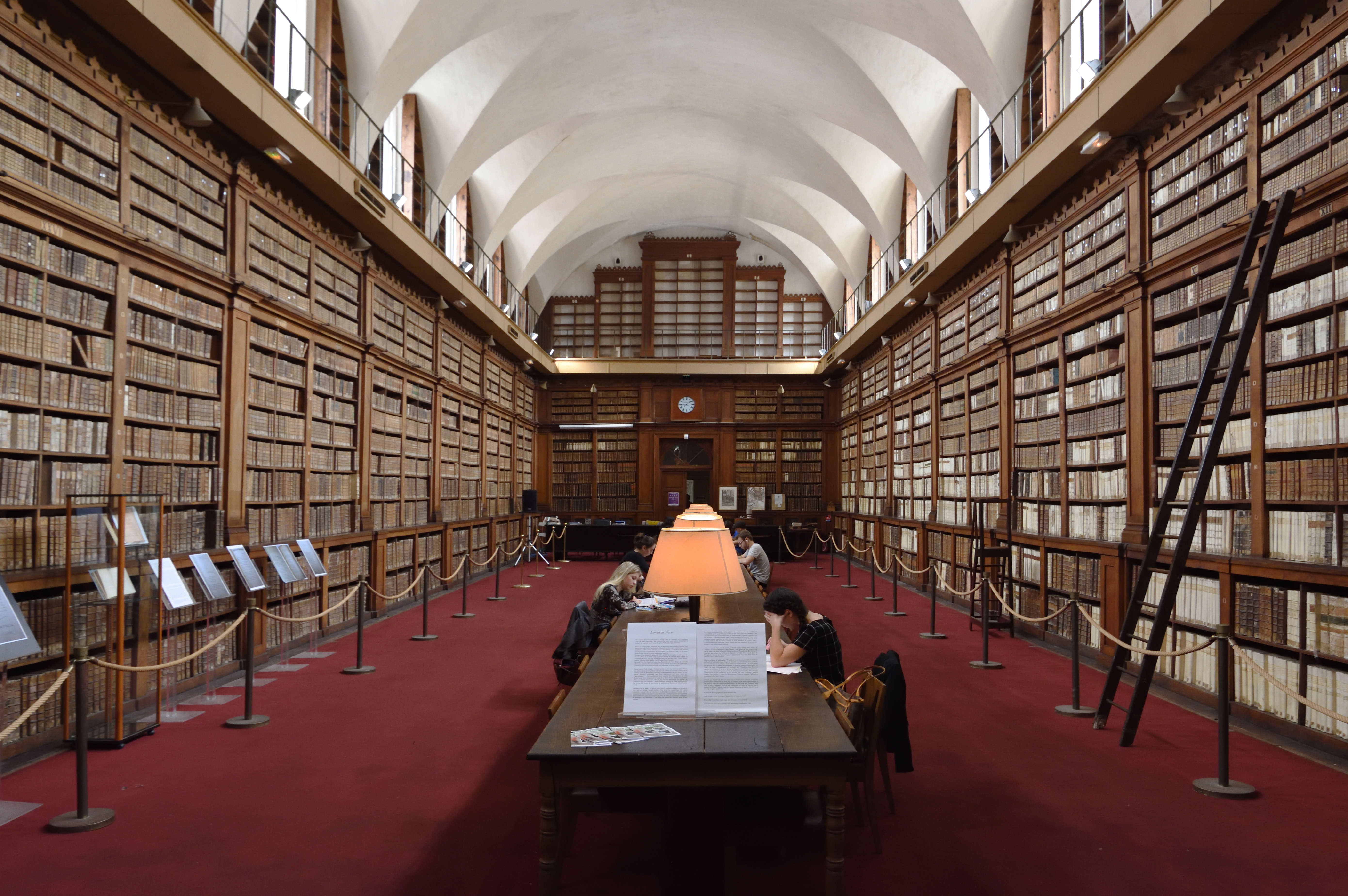
Stadtbibliothek Ajaccio

Die Stadtbibliothek Ajaccio (französisch La Bibliothèque Municipale d’Ajaccio) ist eine Bibliothek in Ajaccio, der Hauptstadt der Insel Korsika.

## Lage
Sie befindet sich im nördlichen Flügel des Palais Fesch in der Innenstadt von Ajaccio, nördlich der Altstadt an der Rue Cardinal Fesch.

## Gestaltung und Geschichte
Sie wurde 1801 durch den französischen Innenminister Lucien Bonaparte gegründet, der 12.310 Bände nach Korsika sandte, die aus Bibliotheken Pariser Ordensgemeinschaften und der königlichen Residenzen Meudon und Marly stammten. Inhaltlich umfassten diese Bände vor allem geschichtliche Abhandlungen aber auch theologische Texte und Erzählungen. Zunächst war die Bibliothek im Jesuitenkloster Ajaccio untergebracht. Später kamen 8130 Bände zu geschichtlichen, wissenschaftlichen, künstlerischen und theologischen Themen aus der Sammlung des Kardinals Joseph Fesch sowie diverse weitere Spenden hinzu. So spendete Roland Bonaparte 5000 Bände im Jahr 1888, der korsische Finanzbeamte Louis Campi vermachte der Bibliothek 557 Bände aus dem 17. bis 19. Jahrhundert zur korsischen Geschichte.
Die Bibliothek wurde dann an ihren heutigen Standort verlegt. Die Umbauarbeiten im Palais erfolgten zwischen 1858 und 1862 unter Leitung der Architekten Jean Caseneuve und Jêrome Maglioli. Es war ursprünglich beabsichtigt die Bibliothek als Teil des Museums Fesch zu betreiben. Im heutigen 30 Meter langen, 10 Meter hohen und 9 Meter breiten Bibliothekssaal war die Unterbringung großformatiger bis zu zehn Meter hoher Gemälde geplant, weswegen große Fenster im oberen Bereich des Flügels angeordnet worden waren. Diese Ausstattung erwies sich jedoch als für den Lesesaal optimal. Es wurden von Caseneuve entworfene Regale aus Walnussholz eingebaut. Auch der etwa 5,5 Meter lange Tisch und weiteres Mobiliar sind aus Walnussholz gefertigt. Am 22. Mai 1865 wurde die Bibliothek eröffnet. Andere Angaben nennen das Jahr 1868. Zunächst erfolgte der Zugang über den Haupteingang des Palais, heute besteht jedoch ein direkter Zugang von der westlich gelegenen Rue Cardinal Fesch.
Zwei steinerne Löwen im Eingangsbereich wurden von Antonio Canova geschaffen und sind Kopien von Löwen am Grabmal von Papst Clemens XIII. im Petersdom. Die 16 Fenster der Bibliothek sind mit speziellem Anti-UV-Schutz ausgestattet. Während der Installation eines Stromzählers wurden im Fußboden der Bibliothek menschliche Knochen gefunden.

## Bestand
Heute umfasst die öffentlich zugängliche Bibliothek 40.000 Bände aus der Zeit vom 15. bis zum 19. Jahrhundert.
Zu den Werken gehören 29 Inkunabeln und 220 Manuskripte. Ältestes Werk ist das Manuskript Roman des deduis von Gace de La Buigne aus dem Jahr 1359. Viele der Manuskripte stammen aus dem 17. und 18. Jahrhundert und behandeln Fragen der Theologie, Rechtswissenschaften und Kirchengeschichte. Zum Teil handelt es sich um historische Notizbücher. Die Inkunabeln sind zumeist in Italien gedruckt, die Älteste ist De civitate Dei des Augustinus. Während einer Renovierung der Bibliothek wurden 17 der Inkunabeln gestohlen, konnten jedoch zwei Jahre später wiedergefunden werden. Bekannte Werke sind darüber hinaus 23 Bände des Atlas Blaeu aus dem 17. Jahrhundert; 27 Bände der Encyclopédie von Denis Diderot und d’Alembert aus dem 18. Jahrhundert und 37 Bände der Histoire Naturelle von Georges-Louis Leclerc de Buffon aus dem 18. Jahrhundert.
Etwa 4000 Bände befassen sich speziell mit korsischen Themen. Zu den von Louis Campi hinterlassenen Beständen gehört auch das unveröffentlichte Manuskript von 1786 des Joseph Mari Arrighi und das bereits von 1686 stammende Manuskript Colonna Sagra.
Im Jahr 2003 wurden Arbeiten zur Konservierung des Bestandes aufgenommen. Das RISM-Bibliothekssigel der Bibliothek lautet F-AJ.